# 黃毛應
黃毛應（英語：Wong Mo Ying），香港村落，位於西貢區大網仔。

## 歷史
黃毛應為客家村落，村民姓鄧，來自惠州淡水，約於1750至1840年代開始於黃毛應聚居。

## 教堂

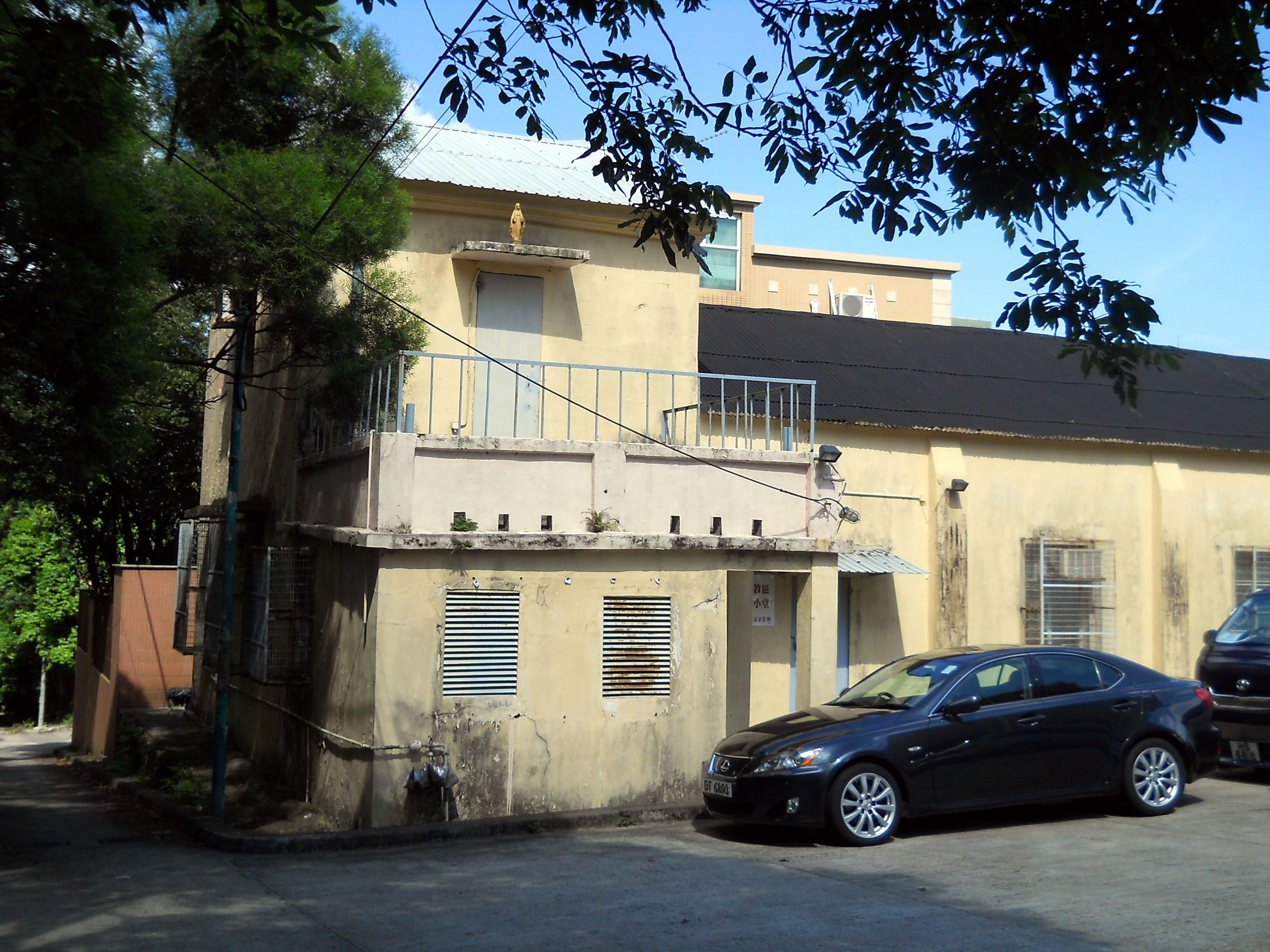
玫瑰小堂

玫瑰小堂（英語：Rosary Mission Centre）在1940年於黃毛應落成。1942年2月3日，其時正處於第二次中日戰爭時期，由中國共產黨領導的抗日游擊隊東江縱隊港九大隊於玫瑰小堂成立。
天主教香港教區於2018年1月1日成立教區「古道行」工作小組，並開始管理該小堂。

## 外部連結
- 2019年民政事務總署劃定黃毛應的鄉村範圍 （页面存档备份，存于）
- 玫瑰小堂的照片： （页面存档备份，存于）  （页面存档备份，存于）
- 教區「古道行」工作小組－黃毛應專頁 ： （页面存档备份，存于）